# Pterolophia pontianakensis
Pterolophia pontianakensis är en skalbaggsart som beskrevs av Stefan von Breuning 1974. Pterolophia pontianakensis ingår i släktet Pterolophia och familjen långhorningar. Inga underarter finns listade i Catalogue of Life.